# هنري هوبسون
هنري هوبسون (بالإنجليزية: Henry Hobson)‏ هو قسيس أمريكي، ولد في 16 مايو 1891 في دنفر في الولايات المتحدة، وتوفي في 10 فبراير 1983 في سينسيناتي في الولايات المتحدة.